# Punta del Simeó
La Punta del Simeó és una muntanya de 354 metres que es troba entre els municipis del Cogul i Granyena de les Garrigues, a la comarca catalana de les Garrigues.